# Máltai kereszt

Névváltozatok: maltikai kereszt (Nagy Iván VII. 556.), nyolccsücskű kereszt (Gömbös 128.), nyolcsarkú kereszt, lovagkereszt, Keresztelő Szt. János keresztje
fr: croix de Malte, en: Maltese cross, eight-pointed cross, Amalfi cross, de: Malteserkreuz, Johanniterkreuz, la: crux melitensis

Rövidítések:

A máltai kereszt a talpas kereszt egyik változata, melynek szárai fecskefarokszerűen vannak kialakítva és ezek összesen nyolc sarkot képeznek. Ez azt a „nyolc boldogságot” jelképezi, amelyet Krisztus hirdetett (Máté evangéliuma, V. rész, 1-10. vers, A hegyi beszéd). Ezek egyben a legfontosabb lovagi erényeket is kifejezik: 1. a szegénység, 2. a „sírók” vigasztalása, 3. a szelídség, 4. az igazságra törekvés, 5. az irgalmasság, 6. a „lelki” tisztaság, 7. a békességre törekvés, 8. a Krisztus (a keresztény hit) követéséért történő üldöztetés, megaláztatás elviselése.
Ezt a fajta keresztet eredetileg az Amalfiból származó kereskedők használták a zászlójukon, majd a Johanniták második nagymestere, Raymond du Puy (1083-1160) választotta a rend jelképévé. A rend katolikus ágát 1530-tól Máltai Lovagrendnek nevezzük és innen származik a máltai kereszt elnevezés is. A rend tagjai csatában és ünnepségeken a palástjukon viselték. A Johanniták ezüst, a Szent Lázár-rend zöld keresztet használ.
Idővel ez a kereszt több rendjel mintájául szolgált. Máltai keresztet használ a francia Szentlélek-rend, a porosz Vörös Sas-rend, a cseh Vöröscsillagos Keresztesek (Křížovníci s červenou hvězdou) stb. és máltai kereszt a francia protestánsok, a hugenották jelképe is.

## Változatai
A máltai keresztnek a heraldikában különféle változatai vannak. A máltai kettős kereszt (németül: Malteserdoppelkreuz) kétszer három szárból összeálló máltai kereszt. Ez volt a jelképe a 13. század elején Franciaországban alapított Szentlélek-rendnek. A hegyestalpú máltai kereszt (németül: Malteserstechkreuz) olyan máltai kereszt, melynek alsó szára alul hegyben végződik.

Az Amalfi Köztársaság régi zászlója
A Máltai Lovagrend keresztje
A Szent Lázár-rend keresztje
A Szentlélek-rend jelképe
A cseh Vöröscsillagos Keresztesek jelképe
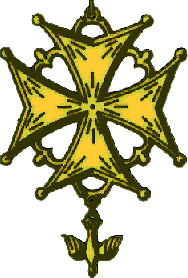
Hugenotta kereszt (németül: Hugenottenkreuz)